# Фернанда Феррейра
Фернанда Феррейра (порт. Fernandinha, 10 січня 1980), відома у волейболі як Фернадінья — бразильська волейболістка, олімпійська чемпіонка.

## Виступи на Олімпіадах
| Олімпіада   | Дисципліна | Місце |
| ----------- | ---------- | ----- |
| Лондон 2012 | волейбол   | 1     |